# View-Master

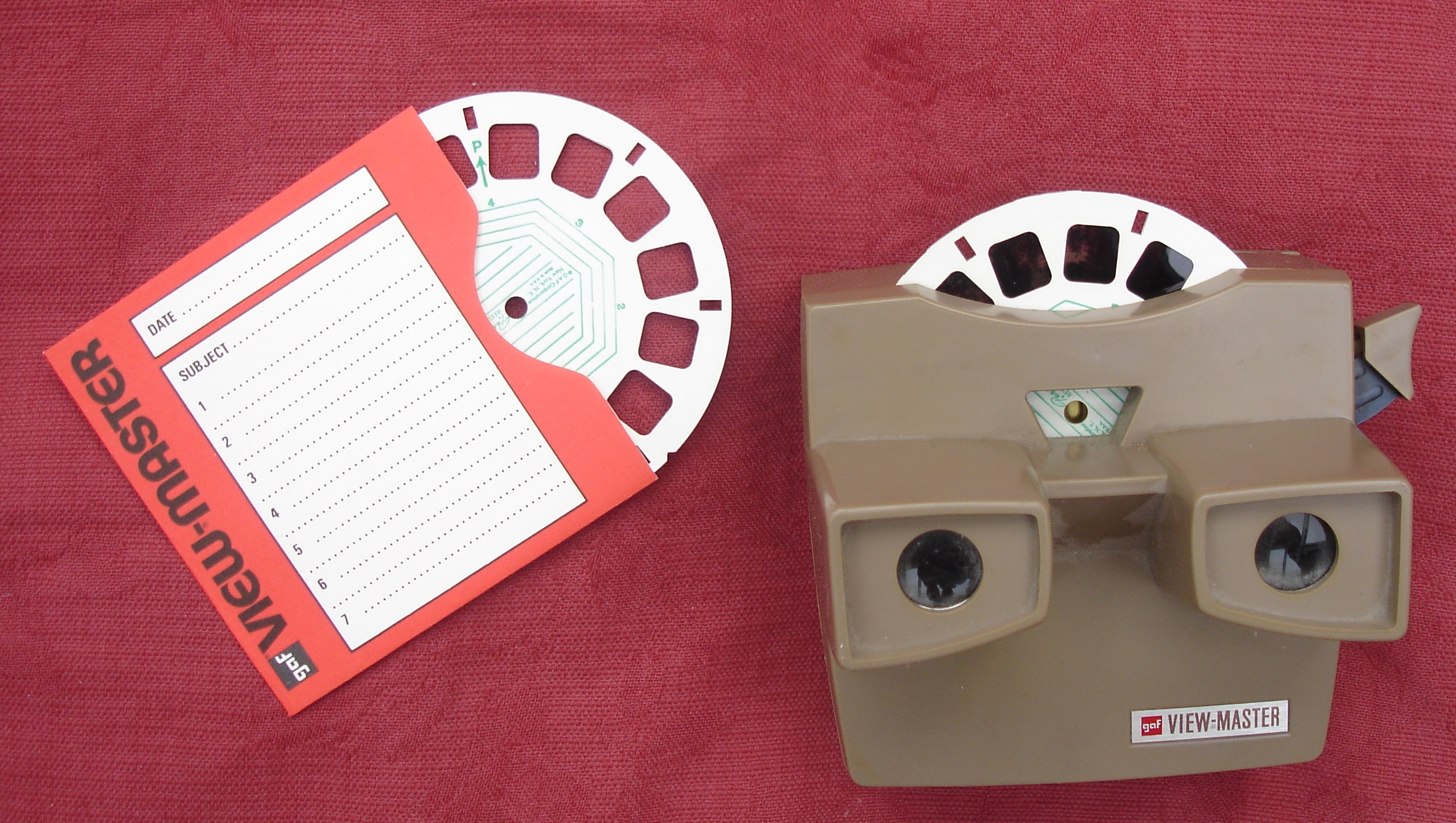
View-Master

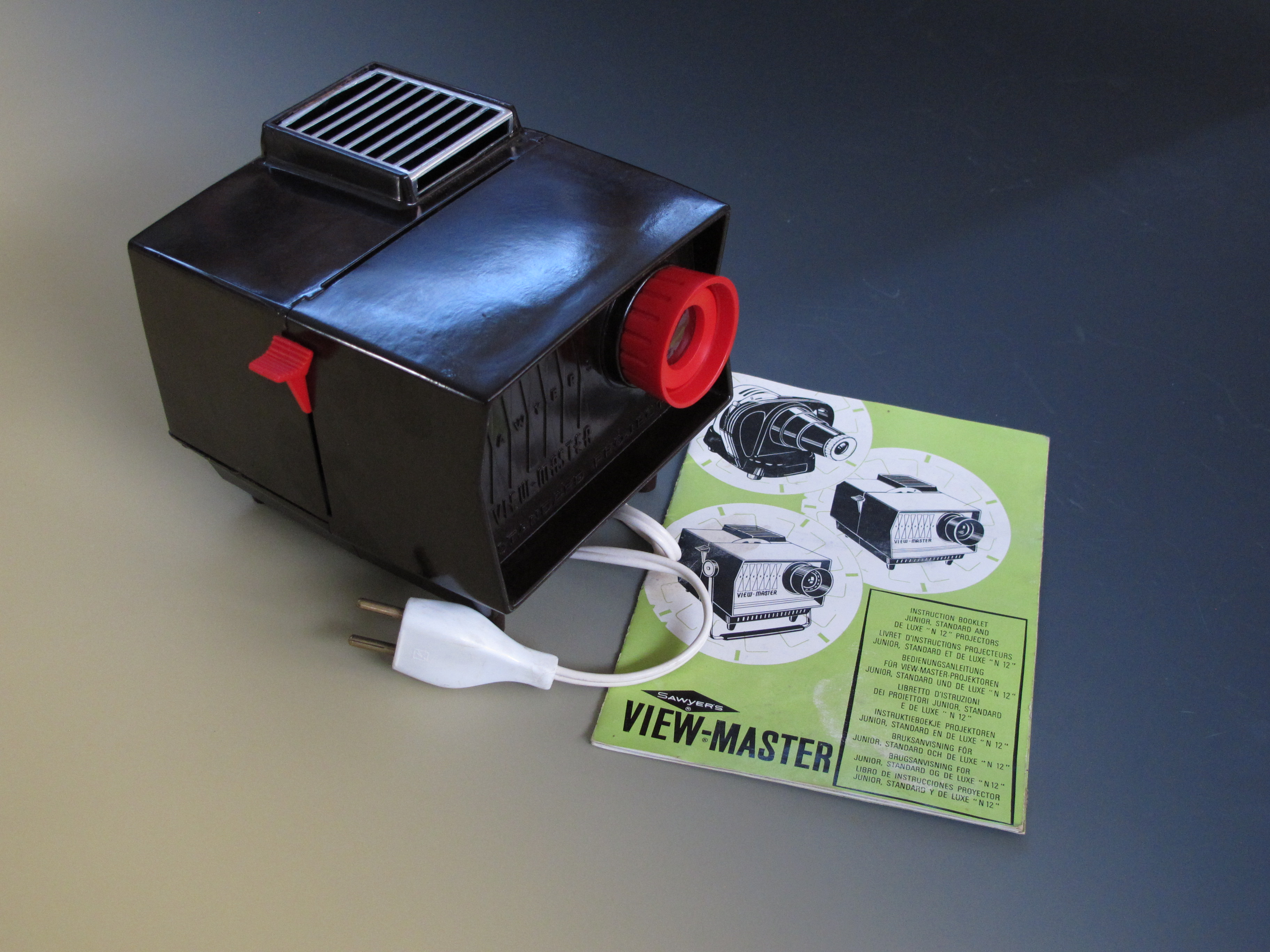
Sawyer`s View-Master Standard, ein Projektor f

Der View-Master ist ein Betrachtungsgerät für stereoskopische Bilder, die als Dias auf einer Pappscheibe aufgebracht sind. Ähnliche Diabetrachter gab es auch bis in die 1950er mit dem Tru-Vue-System und in der DDR bis 1990 mit dem Stereomat.

## Beschaffenheit

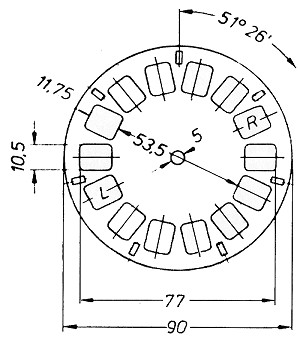
Spezifikation für Scheiben nach DIN 4531

### Betrachter
Der View-Master hat zwei Gucklöcher mit kleinen Linsen und wird direkt vor die Augen gehalten. Europäische Modelle werden vor eine Lichtquelle (Sonne, Lampe, Tageslicht) gehalten, amerikanische sind auch mit einer eigenen Lampe und Batterien erhältlich. Ein Hebel an der Seite des Betrachters ermöglicht das Weiterschalten zum nächsten Bild auf der Scheibe. Er wird noch als Kinderspielzeug vermarktet.

### Scheiben
Eine Scheibe enthält sieben Stereo-Bildpaare. Angebotene Scheiben zeigen Bilder von touristischen Zielen, aus Kinofilmen und Fernsehserien oder sie erzählen Bildgeschichten. Früher gab es auch medizinische Lehrbücher; das größte Werk, der Stereoscopic Atlas of Human Anatomy enthielt 221 Bildscheiben mit zusammen 1547 farbigen Abbildungen des menschlichen Körpers. Seit einigen Jahren bieten Unternehmen Privat- und Firmenkunden die maßgeschneiderte Herstellung von individuellen View-Master-Scheiben mit eigenen oder im Auftrag erstellten Bildern an.
View-Master-Scheiben werden nach DIN 4531 spezifiziert als „siebenteilige Stereo-Scheibe mit den Abmessungen je Halbbild von 10,5 × 11,75 mm“. In der Norm werden des Weiteren die Spezifikationen der Bild-Nenngrößen (= Außengrößen der Dias) 6 × 13 cm, 4 × 10 cm und 5 × 5 cm festgelegt. Außerdem gibt es, neben den View-Master-Scheiben, noch eine weitere Kleinstgröße für eine 10-teilige Stereo-Karte mit 10 × 15 mm je Halbbild.

## Geschichte
Entstanden ist der View-Master etwa 1939 als Unterhaltungssystem für zuhause. Zur damaligen Zeit stellte er eine Verbesserung zu den verbreiteten Stereoskopen dar, bei denen zum Betrachten des nächsten Bildes eine neue Fotokarte eingelegt werden musste. Es war somit von der Bedienung her komfortabler. Thematischer Schwerpunkt der Bilder waren Reiseziele und wissenschaftliche Dokumentationen. Erhältlich waren auch spezielle Stereokameras und leere Bildscheiben, mit denen man eigene Fotoaufnahmen für den View-Master herstellen konnte. Die anfangs einzeln verkauften Bildscheiben wurden ab Anfang der 1950er Jahre zu Serien mit üblicherweise drei Scheiben zusammengefügt.
Um 1961 standen 140 Titel zur Verfügung. Darunter waren Märchen-, Walt-Disney-, Tier-, Europa-Reise-, Nationen-der-Welt- und Weltreise-Serien. Zu den bekanntesten Vermarktungen gehörten die Karl-May-Filme Winnetou III (1965), Old Surehand (1965) und Winnetou und das Halbblut Apanatschi (1966).
Die mit einem eigenen Schnittgerät zugeschnittenen Bildpaare ließen sich in eigens angebotene Blankoscheiben einfügen. Blankoscheiben werden seit etwa den 2010er Jahren erneut angeboten.
Neben den Handgeräten, wie den Modellen „G Standard“, „F“ und „D“ zum Ansehen der Bilder durch eine Person, gab es auch spezielle Diaprojektoren, die als Modelle „Junior“, „Standard“ und „De Luxe“ von Sawyer′s vertrieben wurden. Einfachere und damit kostengünstigere Geräte projizierten jeweils nur eines der Teilbilder, ermöglichten damit aber keinen räumlichen Eindruck. Der Projektor mit der Modellbezeichnung „Stereomatic 500“ konnte als einziges Projektionsgerät auch 3D-Bilder auf die Leinwand projizieren. Dazu werden die beiden Bilder jeweils durch Polarisationsfilter projiziert. Zur Betrachtung ist eine Silberleinwand und eine 3D-Brille mit Polarisationsfiltern im Winkel von 45°/135° erforderlich. So konnten mehrere Personen mit Brille dasselbe Bild räumlich betrachten. Institute und Universitäten nutzten den Projektor gelegentlich in Vorlesungen, wofür es ganze Bände mit wissenschaftlichen Bildscheiben gab.
Das zur gleichen Zeit existierende sogenannte Tru-Vue-System besaß die Rechte an Walt-Disney-Produktionen. Durch die Übernahme von Tru-Vue durch View-Master 1951 konnten auch Walt-Disney-Filme vermarktet werden, das Tru-Vue-System wurde eingestellt. In der DDR hieß ein ähnliches System Stereomat.
In der Tschechoslowakei produzierte der Hersteller Meopta in den 1960er bis 1980er Jahren mehrere Varianten des View-Master-ähnlichen Meoskop sowie dazu passende Stereo-Kameras.
Im Zeitraum von 1970 bis 1981 wurde auch der „Sprechende View-Master“ angeboten. An der Rückseite jeder Bildscheibe war eine kleine Schallplatte, die mechanisch abgetastet wurde. Unten war ein Lautsprecher angebracht, aus dem der Ton zu den Bildern kam.
1966 wurde View-Master von General Aniline & Film Corporation (GAF) übernommen. Danach wechselte der Schwerpunkt der Bildserien zu Adaptionen von bekannten Spielfilmen, Trickfilmen und Comics. 1981 wurde View-Master erneut aufgekauft und in die View-Master International Group umfirmiert, die 1984 von Ideal Toys übernommen wurde und sich nun View-Master Ideal Group nannte. 1989 übernahm Tyco Toys diese Firma und fusionierte 1997 mit Mattel, wo der View-Master heute im Spielzeugsortiment der Marke Fisher-Price zu finden ist.
Seit 2016 bietet Mattel unter dem Markennamen View-Master neue, digitale Virtual-Reality-Brillen für Kinder an, mit denen dreidimensionale 360°-Videos betrachtet werden können.

## Eigene Aufnahmen

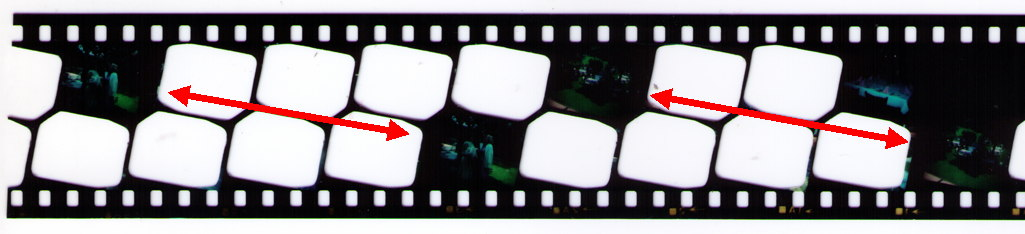
Aufnahmen für View-Master auf einem Kleinbildfilm, die roten Pfeile zeigen jeweils zusammenhängende Halbbilder

Für eigene View-Master-Aufnahmen waren spezielle Stereokameras mit zwei Objektiven erhältlich. Ab 1952 wurde in den USA von der Firma Sawyer′s eine Kamera unter dem Namen „View-Master Personal Stereo Camera“ vermarktet, mit der Endverbraucher unter Verwendung normaler 35-mm-Diafilm eigene Stereo-Bildpaare erstellen konnten. In Europa kam 1961 ein überarbeitetes Kameramodell als „View-Master Stereo Color Camera“ auf den Markt.

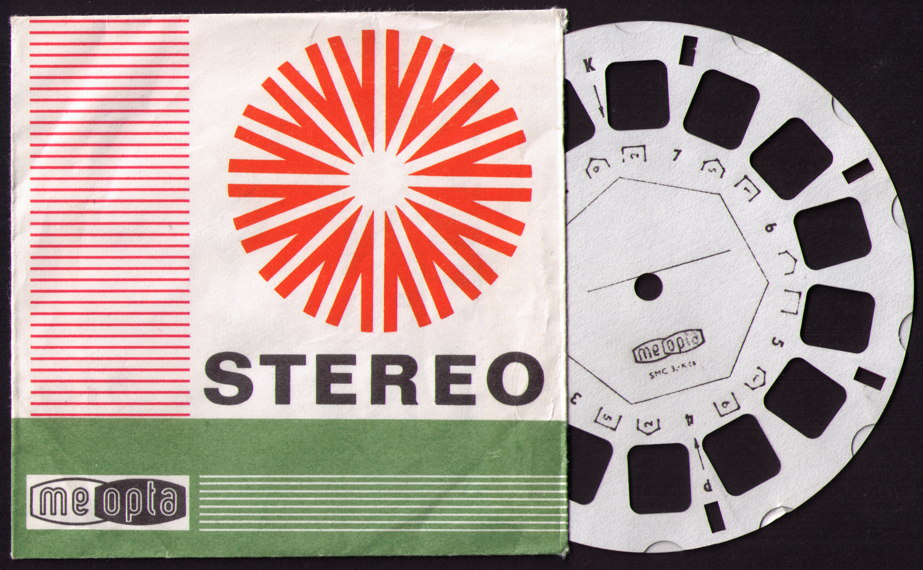
View-Master-Leerscheibe aus tschechischer Produktion von Meopta

Die beiden Einzelbilder wurden schräg und versetzt auf dem Filmstreifen angeordnet und mussten mit einer speziellen Stanze ausgestanzt werden. Im Handel konnte man leere View-Master-Scheiben aus Pappe erwerben, in diese wurden die beiden Halbbilder eingeklemmt oder -geklebt.